# Luzitanska vojna
Luzitanija je bila verjetno območje polotoka, ki se je najdlje upiralo rimski invaziji. Do leta 155 pr. n. št. je luzitanski poglavar Punicus izvajal napade na del Luzitanije, ki so ga nadzorovali Rimljani, kar se je končalo z dvajsetletnim mirom, ki ga je sklenil nekdanji pretor Sempronij Grakh. Punicus je dosegel pomembno zmago proti pretorjema Maniliju in Kalpurniju, pri čemer je povzročil 6.000 žrtev.
Po Punicusovi smrti je luzitanski poglavar Caesarus prevzel vodenje boja proti Rimu in leta 153 pr. n. št. ponovno premagal rimske čete, pri čemer je v bitki razkril svoj prapor, ki je zmagoslavno pokazal ostalim iberskim ljudstvom, kako razkriti ranljivost Rima. Takrat so se Vetoni in Keltiberi združili v odporu, kar je položaj Rima na tem območju Hispanije nekoliko otežilo. Luzitanci, Vetoni in Keltiberi so napadali sredozemske obale, medtem ko so se, da bi si zagotovili položaj na polotoku, razširili na severno Afriko. Tega leta sta v Hispanijo prispela dva nova konzula, Kvint Fulvij Nobilior in Lucij Mumij. Nujnost ponovne vzpostavitve oblasti nad Hispanijo je povzročila, da sta se konzula v dveh in pol mesecih spustila v bitko. Luzitance, poslane v Afriko, je v Okileju (današnja Arcila v Maroku) premagal Mumij, ki jih je prisilil, da so sprejeli mirovno pogodbo. Konzul Servij Sulpicij Galba je sklenil mirovno pogodbo s tremi luzitanskimi plemeni, nato pa je, pretvarjajoč se, da je prijatelj, pobil mladino in preostale ljudi prodal v Galijo.
Nobiliorja je naslednje leto (152 pr. n. št.) zamenjal Mark Klavdij Marcel (konzul 166 pr. n. št.). Njega pa je leta 150 pr. n. št. nasledil Lucij Licinij Lukul (konzul 151 pr. n. št.), ki se je odlikoval po svoji krutosti in zloglasnosti.
Leta 147 pr. n. št. se je novi luzitanski vodja Viriat uprl rimskim silam. Tri leta prej je pobegnil pred Serbijem Sulpicijem Galbo in ko je ponovno združil luzitanska plemena, je Viriat začel gverilsko vojno, ki je silovito udarila sovražnika, ne da bi se spustila v odprto bitko. Vodil je številne pohode in s svojimi četami prispel do murcijskih obal. Njegove številne zmage in ponižanje, ki ga je povzročil Rimljanom, so mu prislužile stalno mesto v portugalskem in španskem spominu kot spoštovanemu junaku, ki se je boril brez predaha. Viriat je bil umorjen okoli leta 139 pr. n. št. s strani Audaxa, Ditalca in Minurusa, verjetno plačanih s strani rimskega generala Marka Popilija Laenasa. Z njegovo smrtjo organiziran luzitanski odpor ni izginil, vendar se je Rim še naprej širil v regijo.
Med letoma 135 in 132 pr. n. št. je konzul Decim Junij Brut Kalajk izvedel odpravo v Galecijo (sever Portugalske in Galicije). Skoraj sočasno (133 pr. n. št.) je bilo uničeno keltibersko mesto Numancija, zadnji bastion Keltiberov. To je bila vrhunec vojne med Keltiberi in Rimljani med letoma 143 pr. n. št. in 133 pr. n. št.; keltibersko mesto je zavzel Publij Kornelij Scipion Emilijski, ko je bila priložnost prevelika, da bi se ji uprli. Keltiberski poglavarji so storili samomor s svojimi družinami, preostalo prebivalstvo pa je bilo prodano v suženjstvo. Mesto je bilo porušeno.